# Monumentul „Ultimul străjer al capitalei”
Monumentul „Ultimul străjer al capitalei” este un monument comemorativ situat în sectorul 1, în cartierul Băneasa din București.

## Arhitectură și amplasament
Monumentul are forma unui mic obelisc și a fost realizat după proiectul arhitectului francez Ernest Doneaud.
Amplasamentul original al monumentului, până în 2007, a fost la intersecția dintre Bulevardul Aerogării și Drumul Național 1, pe un mic teren viran aflat lângă casa situată pe b-dul Aerogării nr. 1 (44°29′41″N 26°04′46″E / 44.494693°N 26.079550°E). Noul amplasament este pe Drumul Național 1, chiar în fața Aeroportului „Aurel Vlaicu” – Băneasa.
Lucrarea este înscrisă în Lista monumentelor istorice 2010 - Municipiul București - la nr. crt. 2282, cod LMI B-III-m-B-19967.

## Istoric
Monumentul „Ultimul străjer al capitalei” a fost înălțat în memoria sergentului cavalerist Nicolae Păianu, căzut la datorie în luptele pentru apărarea Capitalei, din ziua de 22 noiembrie 1916. Originar din Călărași, acesta făcea parte din trupele care au rămas la București în 1916 pentru a ține piept trupelor germane și austro-ungare, asigurând retragerea guvernului la Iași. El și-a pierdut viața aici în urma luptelor, fiind declarat erou după terminarea războiului.
În 2007, cu ocazia lucrărilor de extindere a DN1, care necesitau reamplasarea monumentului, cercetărorii au avut surpriza să descopere, sub statuie, osemintele sergentului, sicriul și părți din uniformă. Până acum se credea că osemintele au fost îndepărtate de comuniști. Osemintele eroului au fost reînhumate sub noul amplasament al monumentului.
Monumentul care i-a fost străjer la căpătâi a fost ridicat in 1921 de Societatea „Mormintele Eroilor Căzuți în Război” după proiectul arhitectului francez Ernest Doneaud. El simbolizează rezistența Bucureștiului în fața inamicului în timpul Primului Război Mondial.
Lăsându-se ispirat de monumentul realizat de Ernest Doneau și în amintirea sergentului Nicolae Păianu, compozitor român Sebastian Țună în anul 2017 a compus o lucrare cu același nume „Ultimul străjer al capitalei”, grație proiectului Arts District 100, sezonul al III-lea.
„Ultimul străjer al capitalei” a fost scrisă pentru un ansamblu instrumental, un cvintet mixt alcătuit din flaut, vioară, violonce, vibrafon și pian.
Ultimul străjer al capitalei - audio pe  youtube, canalul EnjoyTV, în interpretarea ansamblului ICon Arts la UNMB.